# Martin Sheen
Martin Sheen, pseudonimo di Ramón Antonio Gerard Estévez (Dayton, 3 agosto 1940), è un attore e produttore cinematografico statunitense con cittadinanza irlandese di origini spagnole.

## Biografia
Sheen è nato a Dayton, nell'Ohio, il 3 agosto 1940 in una famiglia numerosa composta, oltre che da lui, da nove fratelli e una sorella. Il padre, Francisco Estévez Martínez, era un immigrato gallego originario di Salceda de Caselas mentre la madre, Mary-Anne Phelan, era un'immigrata irlandese originaria di Borrisokane, nella contea di Tipperary, costretta a fuggire dal suo paese ai tempi della guerra d'indipendenza a causa dei legami del padre con l'IRA. Di religione cattolica, Sheen adottò il proprio nome d'arte in onore dell'arcivescovo e teologo cattolico Fulton J. Sheen e di Robert Dale Martin, il direttore dei casting della CBS che gli diede la sua prima grande occasione.
Martin Sheen avrebbe desiderato recitare fin da ragazzo, ma il padre disapprovava questa sua inclinazione. Una volta ha dichiarato di non avere deliberatamente superato l'esame di ammissione all'Università di Dayton, per poter raggiungere il suo scopo, ma ha sempre riconosciuto ai padri mariani che operavano all'interno di quell'università, il merito della sua presa di coscienza e del suo attivismo sociale.
Con i soldi presi in prestito da un sacerdote, Sheen si mise in viaggio per New York. Dopo un periodo impegnativo e faticoso, riuscì a mettere in piedi una compagnia teatrale, con la speranza di essere notato da qualche produttore. Costruì inoltre una famiglia di ben quattro figli. Al Broadway Theatre il suo primo ruolo importante fu in La signora amava le rose, ruolo che lui poté reinterpretare nel 1968, in occasione della versione cinematografica. Dovette poi aspettare fino al 1973 per un altro ruolo importante, a fianco di Sissy Spacek nel film drammatico La rabbia giovane, di Terrence Malick.

### Carriera
Nel 1974 Sheen ricevette una candidatura al Premio Emmy come migliore attore per la sua interpretazione di Eddie Slovik, nel film per la televisione The Execution of Private Slovik. Il film si svolgeva durante la seconda guerra mondiale e raccontava la storia dell'unico soldato americano giustiziato per diserzione, dai tempi della guerra di secessione. Fu la sua interpretazione in questo film che convinse Francis Ford Coppola a sceglierlo per il ruolo del capitano Willard di Apocalypse Now, nel 1979, che lo rese famoso in tutto il mondo e per il quale ottenne una candidatura ai BAFTA. Sul set di Apocalypse Now, Sheen ammise di aver fatto abuso di alcolici e di aver fumato fino a 3 pacchetti di sigarette fino a che, durante le riprese, non venne colpito da infarto e sostituito quindi per un breve periodo da una controfigura.

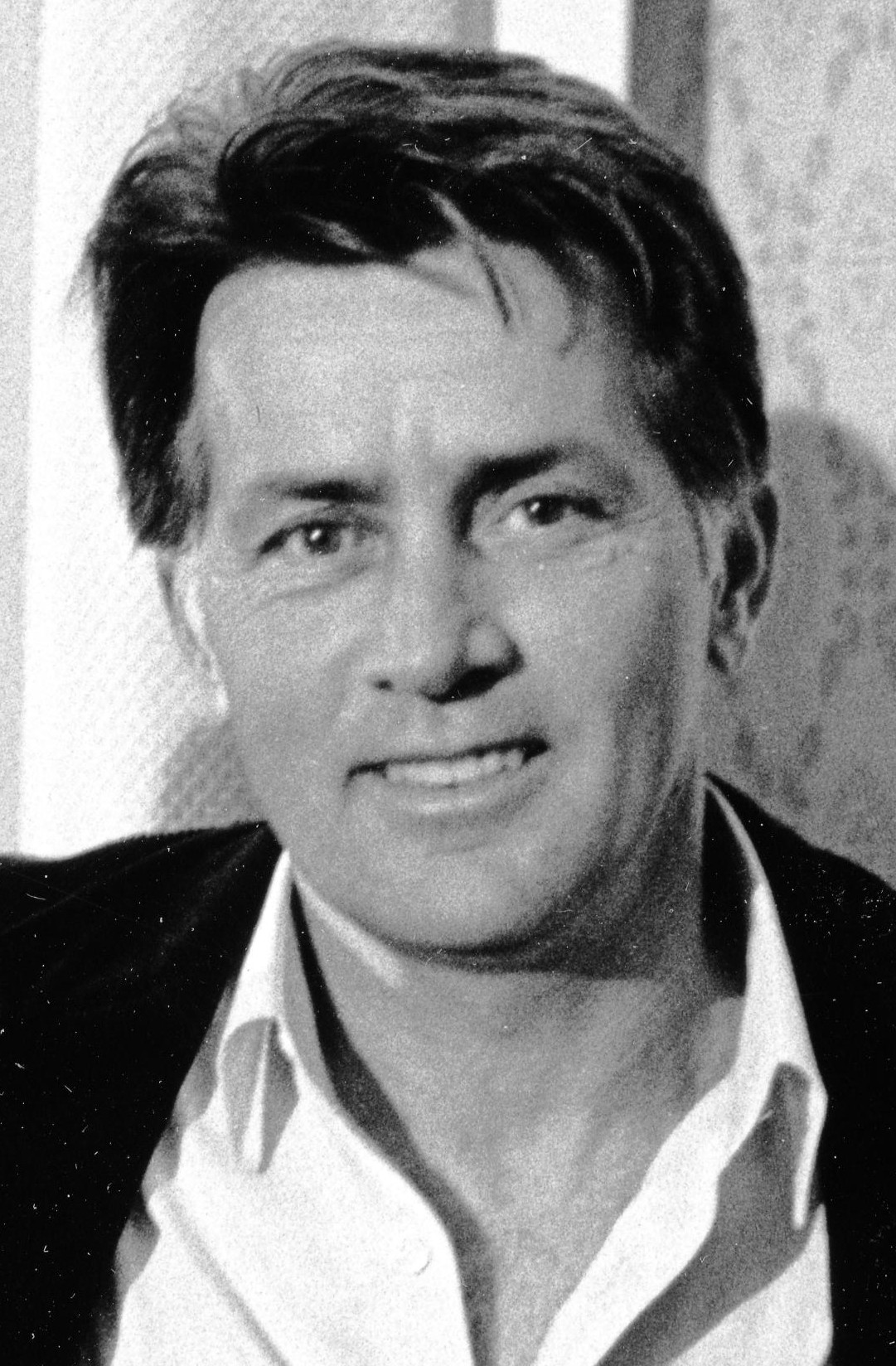
Martin Sheen nel 1987

Martin Sheen ha una stella intitolata a suo nome nell'Hollywood Walk of Fame, al n. 1500 di Vine Street. Ha dichiarato di essere stato fortemente influenzato dall'attore James Dean.
Sheen ha annunciato il suo progetto di proseguire gli studi. «Mi piacerebbe studiare letteratura inglese, filosofia e teologia a Galway, in Irlanda, paese di origine di mia madre e del quale io sono cittadino onorario», ha dichiarato. Durante un discorso tenuto in occasione del conferimento di una laurea honoris causa in Arte, conferitagli dalla National University of Ireland, Sheen ha scherzosamente dichiarato che sarebbe stato «la più vecchia matricola» dell'università, quando avrebbe cominciato a frequentare le lezioni a tempo pieno nell'autunno del 2006. Pur esprimendo seria preoccupazione per la possibilità di essere una «distrazione» per gli altri universitari, ha comunque espresso la volontà di assistere regolarmente alle lezioni, come qualsiasi altro studente: «Non ho mai frequentato l'università da ragazzo e adesso, a 65 anni, non vedo l'ora di cominciare».
Ha inoltre prestato sia la voce, sia le sue sembianze, al personaggio dell'Uomo Misterioso (The Illusive Man nella versione inglese) nei videogiochi di fantascienza Mass Effect 2 e Mass Effect 3.

### L'attivismo politico
Appassionato di politica, sia nel campo professionale sia nella vita privata, ha interpretato il presidente degli Stati Uniti John F. Kennedy nella miniserie Kennedy - The Presidential Years, e suo fratello Robert Kennedy nella serie televisiva Missili d'ottobre, il capo dello staff della Casa Bianca, A.J. McInnerney ne Il Presidente, l'inquietante futuro presidente Greg Stillson ne La zona morta (The Dead Zone), e l'immaginario presidente del Partito Democratico, Josiah Bartlet, nella famosa serie televisiva West Wing - Tutti gli uomini del Presidente.
Sheen ha sempre professato apertamente la propria simpatia ed il proprio supporto alla causa liberal ed è stato arrestato 63 volte per le proteste sia contro le azioni militari del governo statunitense che per questioni ambientali, come la lotta contro l'insediamento di un inceneritore di rifiuti tossici ad East Liverpool, in Ohio. Sheen ha sempre resistito alle pressioni che lo volevano presidente affermando: «Non potrei mai diventare presidente. Non c'è posto per un pacifista alla Casa Bianca [...] sono solo un attore. Ed è questo che voglio fare per vivere».
Sheen è membro onorario del Dayton International Peace Museum. Ha sostenuto la causa antiabortista, la lotta contro la pena di morte e contro la guerra. Nel 2004 insieme al collega attore e regista Rob Reiner, Sheen ha partecipato alla campagna elettorale a favore del candidato democratico Howard Dean ed in seguito si è mobilitato per John Kerry.
Il 28 agosto 2005 ha fatto visita a Cindy Sheehan, la madre coraggio simbolo del dissenso nei confronti della guerra in Iraq, a Crawford, in Texas. Cindy Sheehan aveva ripetutamente chiesto di parlare con il presidente George W. Bush. Il 10 aprile 2006 il New York Times ha pubblicato un articolo secondo il quale alcuni membri del Partito Democratico, in Ohio, avrebbero contattato Martin Sheen per cercare di convincerlo ad accettare la candidatura per il Senato. Sheen ha rifiutato l'offerta: «Non ho i requisiti giusti. Voi scambiate celebrità con credibilità».
L'organizzazione per la protezione della vita marina Sea Shepherd gli ha intitolato una delle sue imbarcazioni.

### Premi e riconoscimenti
Ha ricevuto sei candidature ai Premi Emmy come "Miglior interprete principale" in una serie televisiva, per il suo ruolo in West Wing - Tutti gli uomini del Presidente, per il quale ha anche vinto un Golden Globe e due SAG Awards.

## Vita privata
Sheen ha sposato Janet Templeton nel 1961 e con lei ha avuto quattro figli: Carlos (conosciuto come Charlie Sheen), Emilio, Ramón e Renée, dai quali hanno avuto sette nipoti.

## Filmografia

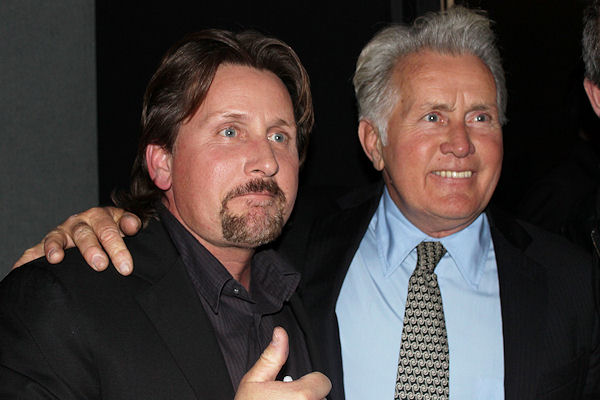
Martin Sheen con il figlio Emilio Estevez

### Cinema
- New York: ore tre - L'ora dei vigliacchi (The Incident), regia di Larry Peerce (1967)
- La signora amava le rose (The Subject Was Roses), regia di Ulu Grosbard (1968)
- Comma 22 (Catch-22), regia di Mike Nichols (1970)
- No Drums, No Bugles, regia di Clyde Ware (1972)
- Pickup on 101, regia di John Florea (1972)
- La notte del furore (Rage), regia di George C. Scott (1972)
- When the Line Goes Through, regia di Clyde Ware (1973)
- Conflict, regia di Jack Gold (1973)
- La rabbia giovane (Badlands), regia di Terrence Malick (1973)
- The Legend of Earl Durand, regia di John Patterson (1974)
- Cassandra Crossing (The Cassandra Crossing), regia di George P. Cosmatos (1976)
- Quella strana ragazza che abita in fondo al viale (The Little Girl Who Lives Down the Lane), regia di Nicolas Gessner (1976)
- Apocalypse Now, regia di Francis Ford Coppola (1979)
- Io, grande cacciatore (Eagle's Wing), regia di Anthony Harvey (1979)
- Countdown dimensione zero (The Final Countdown), regia di Don Taylor (1980)
- Loophole, regia di John Quested (1981)
- Gandhi, regia di Richard Attenborough (1982)
- Correre per vincere (That Championship Season), regia di Jason Miller (1982)
- Enigma - Il codice dell'assassino (Enigma), regia di Jeannot Szwarc (1983)
- In the King of Prussia, regia di Emile de Antonio (1983)
- Un uomo, una donna e un bambino (Man, Woman and Child), regia di Dick Richards (1983)
- La zona morta (The Dead Zone), regia di David Cronenberg (1983)
- Fenomeni paranormali incontrollabili (Firestarter), regia di Mark L. Lester (1984)
- A State of Emergency, regia di Richard C. Bennett (1986)
- The Believers - I credenti del male (The Believers), regia di John Schlesinger (1987)
- Siesta, regia di Mary Lambert (1987)
- Wall Street, regia di Oliver Stone (1987)
- Da, regia di Matt Clark (1988)
- Berlino - Opzione zero (Judgment in Berlin), regia di Leo Penn (1988)
- Marked for Murder, regia di Rick Sloane (1989)
- Beverly Hills Brats, regia di Jim Sotos (1989)
- Tramonto di un eroe (Beyond the Stars), regia di David Saperstein (1989)
- Intrigo mortale (Cold Front), regia di Allan A. Goldstein (1989)
- Uomini al passo (Cadence), regia di Martin Sheen (1990)
- JFK - Un caso ancora aperto (JFK), regia di Oliver Stone (1991)
- Mamma, mi compri un papà? (The Maid), regia di Ian Toynton (1991)
- Viaggio all'inferno (Hearts of Darkness: A Filmmaker's Apocalypse), regia di Fax Bahr, Eleanor Coppola e George Hickenlooper (1991)
- Original Intent, regia di Robert Marcarelli (1992)
- Killing Box (Grey Knight), regia di George Hickenlooper (1993)
- Occhi per sentire (Hear no Evil), regia di Robert Greenwald (1993)
- Hot Shots! 2 (Hot Shots!: Part Deux), regia di Jim Abrahams (1993) - cameo non accreditato
- Gettysburg, regia di Ronald F. Maxwell (1993)
- Fortunes of War, regia di Thierry Notz (1994)
- Quando il ramo si spezza (When the Bough Breaks), regia di Michael Cohn (1994)
- Trigger Fast regia di David Lister (1994)
- Boca, regia di Walter Avancini e Zalman King (1994)
- Hits!, regia di William R. Greenblatt (1994)
- Cento e una notte (Les cent et une nuits de Simon Cinéma), regia di Agnès Varda (1995) - non accreditato
- Il tesoro di San Pietroburgo (Sacred Cargo), regia di Aleksandr Buravsky (1995)
- The Bomber Boys - Un'avventura esplosiva! (Captain Nuke and the Bomber Boys), regia di Charles Gale (1995)
- Running Wild, regia di Dee McLachlan (1995)
- Dillinger and Capone, regia di Jon Purdy (1995)
- Gioco, partita, incontro (The Break), regia di Lee H. Katzin (1995)
- Gospa, regia di Jakov Sedlar (1995)
- Dollari sporchi (Dead Presidents), regia di Albert Hughes e Allen Hughes (1995) - non accreditato
- Il presidente - Una storia d'amore (The American President), regia di Rob Reiner (1995)
- The Elevator, regia di Arthur Borman e Nigel Dick (1996)
- Conflitti di famiglia (The War at Home), regia di Emilio Estevez (1996)
- La storia di Dorothy (Entertaining Angels: The Dorothy Day Story), regia di Michael Ray Rhodes (1996)
- Viaggio senza ritorno (Truth or Consequences, N.M.), regia di Kiefer Sutherland (1997)
- Spawn, regia di Mark A.Z. Dippé (1997)
- Stranger in the Kingdom, regia di Jay Craven (1998)
- Gunfighter, regia di Christopher Coppola (1998)
- Family Attraction, regia di Brian Hecker (1998)
- Babylon 5 - Il fiume di anime (Babylon 5: The River of Souls), regia di Janet Greek (1998)
- Snitch, regia di Ted Demme (1998)
- A Letter from Death Row, regia di Bret Michaels e Marvin Baker (1998)
- In fuga col malloppo (Free Money), regia di Yves Simoneau (1998)
- Codice criminale (No Code of Conduct), regia di Bret Michaels (1998)
- Ninth Street, regia di Kevin Willmott e Tim Rebman (1999)
- Lost & Found, regia di Jeff Pollack (1999)
- Uragano (Storm), regia di Harris Done (1999)
- Gunfighter, regia di Christopher Coppola (1999)
- La cantina degli orrori (The Darklings), regia di Jeffrey Reiner (1999)
- L'orecchio dei Whit (A Texas Funeral), regia di William Blake Herron (1999)
- O come Otello (O), regia di Tim Blake Nelson (2001)
- We the People, regia di Rene M. Rigal e Jennifer Stander (2002)
- Prova a prendermi (Catch Me If You Can), regia di Steven Spielberg (2002)
- The Commission, regia di Mark Sobel (2003)
- Milost mora, regia di Jakov Sedlar e Dominik Sedlar (2003)
- The Departed - Il bene e il male (The Departed), regia di Martin Scorsese (2006)
- Bobby, regia di Emilio Estevez (2006)
- Bordertown, regia di Gregory Nava (2006)
- Parla con me (Talk to Me), regia di Kasi Lemmons (2007)
- Flatland: The Movie (2007) voce
- A Single Woman, regia di Kamala Lopez (2008)
- Echelon Conspiracy - Il dono (Echelon Conspiracy), regia di Greg Marcks (2009)
- Qualcosa di speciale (Love Happens), regia di Brandon Camp (2009)
- Immagina che (Imagine That), regia di Karey Kirkpatrick (2009)
- The Bell (2009) - voce
- Chamaco, regia di Miguel Necoechea (2009)
- Mass Effect 2 (2010) - voce
- Il cammino per Santiago (The Way), regia di Emilio Estevez (2010)
- The Double, regia di Michael Brandt (2011)
- Stella Days, regia di Thaddeus O'Sullivan (2011)
- 8, regia di Rob Reiner (2012)
- The Amazing Spider-Man, regia di Marc Webb (2012)
- Cercasi amore per la fine del mondo (Seeking a Friend for the End of the World), regia di Lorene Scafaria (2012)
- Mass Effect 3 (2012) - voce
- Bhopal: A Prayer for Rain, regia di Ravi Kumar (2013)
- The Amazing Spider-Man 2 - Il potere di Electro (The Amazing Spider-Man 2), regia di Marc Webb (2014) - cameo non accreditato
- Trash, regia di Stephen Daldry (2014)
- Chiedimi tutto (Ask Me Anything), regia di Allison Burnett (2014)
- Selma - La strada per la libertà (Selma), regia di Ava DuVernay (2014) - non accreditato
- Badge of Honor, regia di Agustin (2015)
- Vite da popstar (Popstar: Never Stop Never Stopping), regia di Jorma Taccone e Akiva Schaffer (2016)
- The Vessel, regia di Julio Quintana (2016)
- L'eccezione alla regola (Rules Don't Apply), regia di Warren Beatty (2016)
- Domenica (Come Sunday), regia di Joshua Marston (2018)
- The Devil Has a Name, regia di Edward James Olmos (2019)
- Judas and the Black Messiah, regia di Shaka King (2021)
- Una squadra di 12 orfani (12 Mighty Orphans), regia di Ty Roberts (2021)

### Televisione
- Route 66 – serie TV, 1 episodio (1961)
- La parola alla difesa (The Defenders) – serie TV, 4 episodi (1961-1964)
- La città in controluce (Naked City) – serie TV, 2 episodi (1962)
- The United States Steel Hour – serie TV, 3 episodi (1962-1963)
- Armstrong Circle Theatre – serie TV, 2 episodi (1962-1963)
- Sotto accusa (Arrest and Trial) – serie TV, episodio 1x11 (1963)
- The Outer Limits – serie TV, 1 episodio (1963)
- Assistente sociale (East Side/West Side) – serie TV, 2 episodi (1963-1964)
- The Nurses – serie TV, 3 episodi (1963-1964)
- Io e i miei tre figli (My Three Sons) – serie TV, episodio 4x32 (1964)
- For the People – serie TV, 1 episodio (1965)
- Le cause dell'avvocato O'Brien (The Trials of O'Brien) – serie TV, 1 episodio (1965)
- Così gira il mondo (As the World Turns) – serial TV (1965–1970)
- Hawk l'indiano (Hawk) – serie TV, episodio 1x05 (1966)
- Ten Blocks on the Camino Real, regia di Jack Landau – film TV (1966)
- Flipper – serie TV, 1 episodio (1967)
- The Catholic Hour – serie TV, 3 episodi (1967)
- Camera Three – serie TV, 2 episodi (1968)
- N.Y.P.D. – serie TV, 1 episodio (1968)
- F.B.I. (The F.B.I.) – serie TV, 4 episodi (1968-1973)
- Missione impossibile (Mission: Impossible) – serie TV, 1 episodio (1969)
- Lancer – serie TV, episodio 1x22 (1969)
- Dove vai Bronson? (Then Came Bronson) – serie TV, 1 episodio (1969)
- The Cliff, regia di Allen Reisner e Ralph Senensky – film TV (1970)
- The Andersoville Trial, regia di George C. Scott – film TV (1970)
- Bracken's World – serie TV, 1 episodio (1970)
- Ironside – serie TV, 1 episodio (1970)
- Matt Lincoln – serie TV, 1 episodio (1970)
- Insight – serie TV, 10 episodi (1970-1980)
- Medical Center – serie TV, 2 episodi (1970-1973)
- Hawaii Squadra Cinque Zero (Hawaii Five-O) – serie TV, 2 episodi (1970)
- Giovani avvocati (The Young Lawyers) – serie TV, episodio 1x10 (1970)
- Los Angeles: ospedale nord (The Interns) – serie TV, 1 episodio (1971)
- Dan August – serie TV, 1 episodio (1971)
- Sarge – serie TV, 1 episodio (1971)
- Lo sceriffo del sud (Cade's County) – serie TV, 1 episodio (1971)
- Goodbye, Raggedy Ann, regia di Fielder Cook – film TV (1971)
- Codice criminale (Mongo's Back in Town), regia di Marvin J. Chomsky – film TV (1971)
- Mod Squad, i ragazzi di Greer (The Mod Squad) – serie TV, 1 episodio (1971)
- Welcome Home, Johnny Bristol, regia di George McCowan – film TV (1972)
- That Certain Summer, regia di Lamont Johnson – film TV (1972)
- Mannix – serie TV, 1 episodio (1972)
- Pursuit, regia di Michael Crichton – film TV (1972)
- Cannon – serie TV, 3 episodi (1972-1973)
- Difesa a oltranza (Owen Marshall: Counselor at Law) – serie TV, 1 episodio (1973)
- Ghost Story – serie TV, 1 episodio (1973)
- Il club del crimine (Crime Club), regia di David Lowell Rich – film TV (1973)
- Letters from Three Lovers, regia di John Erman – film TV (1973)
- Harry O – serie TV, 1 episodio (1973)
- The Wide World of Mystery – serie TV, 1 episodio (1973)
- Love, American Style – serie TV, 1 episodio (1973)
- Toma – serie TV, 1 episodio (1973)
- Dottor Simon Locke (Dr. Simon Locke) – serie TV, 1 episodio (1973)
- Love Story – serie TV, 1 episodio (1973)
- ITV Saturday Night Theatre – serie TV, 1 episodio (1973)
- Message to My Daughter, regia di Robert Michael Lewis – film TV (1973)
- Message to My Daughter, regia di Robert Michael Lewis – film TV (1973)
- Le strade di San Francisco (The Streets of San Francisco) – serie TV, episodio 2x02 (1973)
- Colombo (Columbo) – serie TV, episodio 3x01 (1973)
- A tutte le auto della polizia (The Rookies) – serie TV, 1 episodio (1973)
- The Execution of Private Slovik, regia di Lamont Johnson – film TV (1974)
- The Story of Pretty Boy Floyd, regia di Clyde Ware – film TV (1974)
- California Kid, regia di Richard T. Heffron – film TV (1974)
- I missili di ottobre (The Missiles of October), regia di Anthony Page – film TV (1974)
- The Last Survivors, regia di Lee H. Katzin – film TV (1975)
- Xanadu (Sweet Hostage), regia di Lee Philips – film TV (1975)
- Taxi!!!, regia di Joseph Hardy – film TV (1978)
- Blind Ambition – miniserie TV (1979)
- Incubo dietro le sbarre (In the Custody of Strangers), regia di Robert Greenwald – film TV (1982)
- Kennedy – miniserie TV (1983)
- Le impronte della vita (Choices of the Heart), regia di Joseph Sargent – film TV (1983)
- L'amico silenzioso (The Guardian), regia di David Greene – film TV (1984)
- Segreto di famiglia (Consenting Adult), regia di Gilbert Cates – film TV (1985)
- The Fourth Wise Man, regia di Michael Ray Rhodes – film TV (1985)
- The Atlanta Child Murders – miniserie TV (1985)
- Fuori nel buio (Out of the Darkness), regia di Jud Taylor – film TV (1985)
- Alfred Hitchcock presenta (Alfred Hitchcock Presents) – serie TV, episodio 1x06 (1985)
- Shattered Spirits, regia di Robert Greenwald – film TV (1986)
- Ultime notizie (News at Eleven), regia di Mike Robe – film TV (1986)
- Samaritan: The Mitch Snyder Story, regia di Richard T. Heffron – film TV (1986)
- CBS Schoolbreak Special – serie TV, 1 episodio (1987)
- Conspiracy: The Trial of the Chicago 8, regia di Jeremy Kagan – film TV (1987)
- Avanzare fino al punto zero (Nightbreaker), regia di Peter Markle – film TV (1989)
- Canguro ultimo modello (Un amour de banquier), regia di Ian Toynton – film TV (1991)
- Guilty Until Proven Innocent, regia di Paul Wendkos – film TV (1991)
- Mamma, mi compri un papà? (Un amour de banquier), regia di Ian Toynton – film TV (1991)
- The Last P.O.W.? The Bobby Garwood Story, regia di Georg Stanford Brown – film TV (1992)
- Chi tocca muore (Touch and Die), regia di Piernico Solinas – film TV (1992)
- Queen – miniserie TV (1993)
- I racconti della cripta (Tales from the Crypt) – serie TV, 1 episodio (1993)
- Giustizia per mio figlio (A Matter of Justice), regia di Michael Switzer – film TV (1993)
- Una donna sola (One of Her Own), regia di Armand Mastroianni – film TV (1994)
- Roswell, regia di Jeremy Kagan – film TV (1994)
- Al di là del Rio Grande (Guns of Honor), regia di Peter Edwards – film TV (1994)
- Bah, Humbug!: The Story of Charles Dickens' 'A Christmas Carol', regia di Derek Bailey – film TV (1994)
- Il mio amico Alf (Project: ALF), regia di Dick Lowry – film TV (1996)
- Gun – serie TV, 1 episodio (1997)
- Progetto Medusa - Minuti contati (Medusa's Child), regia di Larry Shaw – film TV (1997)
- Minaccia nell'Atlantico (Hostile Waters), regia di David Drudy – film TV (1997)
- La crociera della paura (Voyage of Terror), regia di Brian Trenchard-Smith – film TV (1998)
- Il silenzio dell'amore (Forget Me Never), regia di Robert Allan Ackerman – film TV (1999)
- La cantina degli orrori (The Darklings), regia di Jeffrey Reiner – film TV (1999)
- Total Recall 2070 – serie TV, 1 episodio (1999)
- D.R.E.A.M. Team, regia di Dean Hamilton – film TV (1999)
- Sfida nel tempo (The Time Shifters), regia di Mario Azzopardi – film TV (1999)
- West Wing - Tutti gli uomini del Presidente (The West Wing) – serie TV, 154 episodi (1999-2006)
- Spin City – serie TV, 1 episodio (2002)
- Due uomini e mezzo (Two and a Half Men) – serie TV, 1 episodio (2005)
- Anger Management – serie TV, 20 episodi (2012-2014)
- The Whale, regia di Alrick Riley – film TV (2013)
- Grace and Frankie – serie TV, 94 episodi (2015-2022)
- Anna dai capelli rossi - Una nuova vita (Ann of Green Gables), regia di John Kent Harrison – film TV (2016)
- Anna dai capelli rossi - Promesse e giuramenti (L.M. Montgomery's Anne of Green Gables: The Good Stars), regia di John Kent Harrison – film TV (2017)
- Anna dai capelli rossi - In pace con il mondo (L.M. Montgomery's Anne of Green Gables: Fire & Dew), regia di John Kent Harrison – film TV (2017)

### Documentari
- Viaggio all'inferno (Hearts of Darkness: A Filmmaker's Apocalypse), regia di Fax Bahr, George Hickenlooper ed Eleanor Coppola (1991)
- Outfoxed di Robert Greenwald (2004)
- James Dean: Forever Young di Michael J. Sheridan (2005)

## Riconoscimenti
- Golden Globe
  - 1969 – Candidatura al miglior attore non protagonista per La signora amava le rose 
  - 1980 – Candidatura al miglior attore in una serie drammatica per Blind Ambition
  - 1984 – Candidatura al miglior attore in una mini-serie o film per la televisione per Kennedy
  - 2000 – Candidatura al miglior attore in una serie drammatica per West Wing - Tutti gli uomini del Presidente
  - 2001 – Miglior attore in una serie drammatica per West Wing - Tutti gli uomini del Presidente
  - 2002 – Candidatura al miglior attore in una serie drammatica per West Wing - Tutti gli uomini del Presidente
  - 2003 – Candidatura al miglior attore in una serie drammatica per West Wing - Tutti gli uomini del Presidente
  - 2004 – Candidatura al miglior attore in una serie drammatica per West Wing - Tutti gli uomini del Presidente
- BAFTA
  - 1980 – Candidatura al miglior attore per Apocalypse Now
  - 1984 – Candidatura al miglior attore in una serie televisiva per Kennedy
- Chicago International Film Festival
  - 2011 – Premio alla carriera
- Fotogrammi d'argento
  - 1980 – Miglior attore straniero per Apocalypse Now
- Festival internazionale del cinema di San Sebastián
  - 1974 – Miglior attore per La rabbia giovane

## Doppiatori italiani
Nelle versioni in italiano delle opere in cui ha recitato, Martin Sheen è stato doppiato da:
- Gino La Monica ne La signora amava le rose, Kennedy, Mamma, mi compri un papà? (ridoppiaggio), Hot Shots! 2 Giustizia per mio figlio, Roswell, Conflitti di famiglia, In fuga col malloppo, La crociera della paura, Echelon Conspiracy - Il dono, Qualcosa di speciale, Immagina che, Il cammino per Santiago, Cercasi amore per la fine del mondo, Badge of Honor, Grace and Frankie, Vite da popstar, Anna dai capelli rossi - Una nuova vita, Anna dai capelli rossi - Promesse e giuramenti, Anna dai capelli rossi - In pace con il mondo, Domenica
- Carlo Valli in Animi scossi, Segreto di famiglia, Uomini al passo, The Double, Trash, L'eccezione alla regola, La rinascita, The Devil Has a Name, Judas and the Black Messiah
- Stefano De Sando in Wall Street, The Departed - Il bene e il male, Bobby, Bordertown, Due uomini e mezzo, Chi ti credi di essere?
- Massimo Turci in Quella strana ragazza che abita in fondo al viale, Le strade di San Francisco, Countdown dimensione zero, Gandhi, Fenomeni paranormali incontrollabili
- Cesare Barbetti in Quando il ramo si spezza, The Killing Box, Progetto Medusa, Viaggio senza ritorno, Gospa - Il mistero di Medjiugorje
- Ennio Coltorti in Spawn, Prova a prendermi, The Amazing Spider-Man, Chiedimi tutto
- Pino Colizzi in Apocalypse Now, Canguro ultimo modello, Mamma, mi compri un papà?, Viaggio all'inferno
- Saverio Moriones ne L'amico silenzioso, Cold Front
- Sergio Di Stefano in Alfred Hitchcock presenta, Un'avventura esplosiva
- Carlo Sabatini in Tramonto di un eroe, West Wing - Tutti gli uomini del Presidente
- Sergio Di Giulio ne Il silenzio dell'amore, Chamaco
- Oliviero Corbetta in Anger Management, Una squadra di 12 orfani
- Gianfranco Bellini in New York: ore tre - L'ora dei vigliacchi
- Mario Cordova in Colombo
- Claudio Capone ne La rabbia giovane
- Ferruccio Amendola in Cassandra Crossing
- Marco Balzarotti in Incubo dietro le sbarre
- Elio Zamuto ne La zona morta
- Luca Biagini in The Believers - I credenti del male
- Augusto Di Bono in Gettysburg
- Paolo Poiret in Gioco, partita, incontro
- Ugo Maria Morosi ne Il presidente - Una storia d'amore
- Rodolfo Bianchi in Codice criminale
- Giovanni Petrucci in Babylon 5 - Il fiume di anime
- Maurizio Trombini in Lost & Found
- Oreste Rizzini in Piccoli detective
- Dario Penne in O come Otello
- Stefano Benassi in Apocalypse Now Redux
- Pietro Biondi ne La balena
- Michele Gammino in Selma - La strada per la libertà

Da doppiatore è sostituito da:
- Alessandro Rossi in JFK - Un caso ancora aperto
- Paolo Liguori ne I Simpson
- Saverio Indrio in Ooops! Ho perso l'arca...